# Fenomenalisme
Fenomenalisme is de opvatting dat van fysieke objecten niet met recht kan worden gezegd dat ze op zichzelf bestaan, maar alleen als perceptuele verschijnselen of zintuiglijke prikkels (bijv. roodheid, hardheid, zachtheid, zoetheid, enz.) die zich in tijd en ruimte bevinden. Met name sommige vormen van fenomenalisme reduceren het praten over fysieke objecten in de buitenwereld tot het praten over bundels sense-data.

## Algemeen
Fenomenalisme is een radicale vorm van empirisme, en heeft zijn wortels in de ontologische visie op de natuur van de ervaring, zoals gegeven in George Berkeley's subjectief idealisme. John Stuart Mill had een waarnemingstheorie, die ook wel klassiek fenomenalisme genoemd wordt.
Het fenomenalisme werd overgenomen door Bertrand Russell en vele logisch positivisten in de loop van de vroege 20e eeuw. De theorie hield echter maar een korte tijd stand. Latere filosofen zoals bijvoorbeeld Alfred Jules Ayer namen een meer linguïstische benadering ten aanzien van de betekenis van zintuiglijke indrukken.